# Хрест Завіша

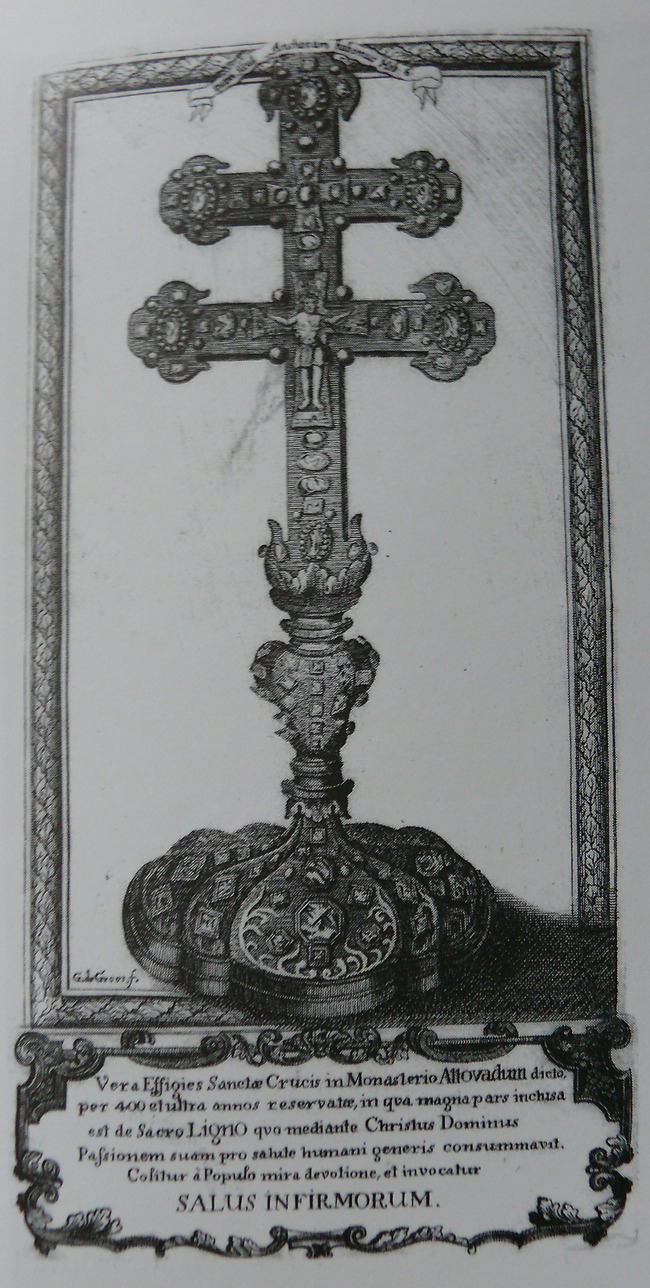
Гравюра (періоду бароко) Хреста Завіша

Хрест Завіша з Фалькенштейна – одна з трьох головних реліквій Чеської республіки.

## Опис
Золотий двосторонній хрест висотою 70 см з філігранню, виготовлений у Візантії на початку XIII ст. Вбудований медальйон із золота з перегородчастою емаллю (Візантія, XI ст. ).
Належить до десяти рідкісних і найцінніших реліквій у світі і нині включений до списку національних пам'яток культури. До кінця 1949  реліквія була власністю цистерціанського монастиря у Вище-Броді (тепер Район Ческі-Крумлов Південночеського краю Чеської Республіки).

## Історія
У 1270 вивезений з Угорщини королевою Анною Угорською, що втекла до двору короля Чехії (Богемії) Пржемисла Отакара II і своєї дочки Кунгути (Кунігунди) Ростиславни і забрала з собою частину королівської скарбниці, в тому числі і корону святого Іштвана.
Після смерті Кунгути володарем хреста став її другий чоловік, лицар, неофіційний чеський віце-король Завіша з Фалькенштейна, який нібито дарував хрест цистерціанському монастирю.
Протягом століть хрест був основним багатством монастиря у Вишеброді. Цей чудовий об'єкт оповитий багатьма історичними таємницями та гіпотезами.
У 1938 переданий до сховища коронаційних регалій собору Святого Віта на Празькому Граді.
Нині Хрест Завіша – третя з найцінніших пам'яток середньовічного ювелірного мистецтва в Чехії (після коронаційних регалій та релікварія з мощами святого Мавра).